# Pertusaria stenhammarii
Pertusaria stenhammarii är en lavart som beskrevs av Per Johan Hellbom. Pertusaria stenhammarii ingår i släktet Pertusaria, och familjen Pertusariaceae. Arten är reproducerande i Sverige.